# Josep Ramon Bosch i Codina
Josep Ramon Bosch i Codina (Santpedor, 1963) és un empresari i activista polític català de caràcter espanyolista, fundador i president de l'entitat ultradretana Somatemps i de la Fundació Joan Boscà –aquesta última des de 2017– i president la plataforma unionista Societat Civil Catalana entre la seua fundació l'any 2014 i 2015 i posteriorment entre gener i juny de 2019.
Fou directiu de l'empresa d'higiene bucal Sunstar Iberia entre els anys 2000 i 2017. L'any 2013 fundà Somatemps, un col·lectiu que defensa «la identitat hispana de Catalunya», va militar al Partit Popular (PP). A nivell periodístic ha participat en el diari La Razón i a La Contra Deportiva, un diari en línia dedicat al RCD Espanyol dirigit pel secretari general de Plataforma per Catalunya Roberto Hernando.
El setembre de 2015 se'l va acusar de mantenir un canal a YouTube on penjava vídeos de contingut ideològic d'extrema dreta sota el pseudònim de Josep Codina. Poc després, va anunciar la seva dimissió com a president de Societat Civil Catalana al·legant motius personals. Dues setmanes abans, el col·lectiu Drets havia presentat una querella contra ell pels insults i amenaces que presumptament havia realitzat des d'un perfil anònim de Facebook anomenat Fèlix de Sant Serni Tavèrnoles. Al judici, es va negar a declarar i finalment es va arxivar la causa en haver prescrit el delicte.
El juny de 2019 es destapà una nova polèmica quan reconegué en una conferència de premsa que a les eleccions municipals del mes anterior havia votat a Esquerra Republicana de Catalunya (ERC). La raó per la qual havia donat suport a un partit independentista a Santpedor era perquè el seu cap de llista era el seu cosí.